# Veszelyita
La veszelyita és un mineral de la classe dels fosfats. Rep el nom per A. Veszeli (1820-1888), enginyer de mines hongarès, qui va descobrir l'espècie.

## Característiques
La veszelyita és un fosfat de fórmula química (Cu,Zn)₂Zn(PO₄)₂·2H₂O. Cristal·litza en el sistema monoclínic. La seva duresa a l'escala de Mohs oscil·la entre 3,5 i 4.
Segons la classificació de Nickel-Strunz, la veszelyita pertany a «08.DA: Fosfats, etc, amb cations petits (i ocasionalment, grans)» juntament amb els següents minerals: bearsita, moraesita, roscherita, zanazziïta, greifensteinita, atencioïta, ruifrancoïta, guimarãesita, footemineïta, uralolita, weinebeneïta, tiptopita, kipushita, philipsburgita, spencerita, glucina i ianbruceïta.

## Formació i jaciments
Va ser descoberta a Ocna de Fier, als Monts Banat del Comtat de Caraş-Severin, a Romania. També ha estat descrita a Xile, Mèxic, els Estats Units, Escòcia, Grècia, Itàlia, la República Democràtica del Congo, Zàmbia, Zimbàbue, la República Popular de la Xina i el Japó.